# Zohhoiiyoru Bank
Die Zohhoiiyoru Bank ist ein größtenteils überflutetes, versunkenes Atoll in den westlichen Karolinen. Sie liegt im westlichen Bereich des Bundesstaates Yap der Föderierten Staaten von Mikronesien.
Die Bank liegt 26 km östlich der Südspitze des Ulithi-Atolls und 190 km nordöstlich der Insel Yap. Die nächstgelegenen Inseln sind die Turtle Islands vier Kilometer weiter westlich.
Der größte Teil der Zohhoiiyoru Bank weist Tiefen von 10 bis 20 Metern auf. Das Gebilde ist 22 km lang, mit einer Nord-Süd-Orientation, und bis zu 4 km breit. Nur im äußersten Nordwesten liegen zwei kleine unbewohnte und bewaldete Inseln mit Korallenriffen (mit Flächenangaben):
- Iar (Yaaor, 16 Hektar)
- Gielap (Giil'ab, 10 Hektar)

Die Zohhoiiyoru Bank liegt auf dem gleichen großen Seamount wie das Ulithi-Atoll und die Turtle Islands.
Verwaltungsmäßig zählt die Zohhoiiyoru Bank – ebenso wie die westlich benachbarte kleine Inselgruppe der Turtle Islands – zur Gemeinde Ulithi.
Die beiden Inseln des Atolls, Gielap und Iar, gehören zur Turtle Islands Conservation Area, die auch die drei Inseln der Gruppe Turtle Islands umfasst. Das Gebiet stellt auf den Schutz der Brutgebiete von Meeresschildkröten und Seevögeln ab.